# Domino's Pizza
Domino's Pizza — міжнародна мережа піцерій; одна з найбільших у світі мережа ресторанів піци. Має понад 17000 корпоративних та уповноважених філій у більш ніж 85 країнах за ліцензіями франчайзинг.

З 1973 року компанія гарантувала, що клієнти отримають піцу протягом 30 хвилин після замовлення, або, в іншому випадку, вони отримають її безкоштовно. У середині 1980-х, через проблеми з доставкою, компанія змінила гарантію з «безкоштовно» на «3 долари» в разі затримки більш ніж на 30 хв, а в 1993 році, після декількох судових процесів, і зовсім відмовилася від неї.

## Історія

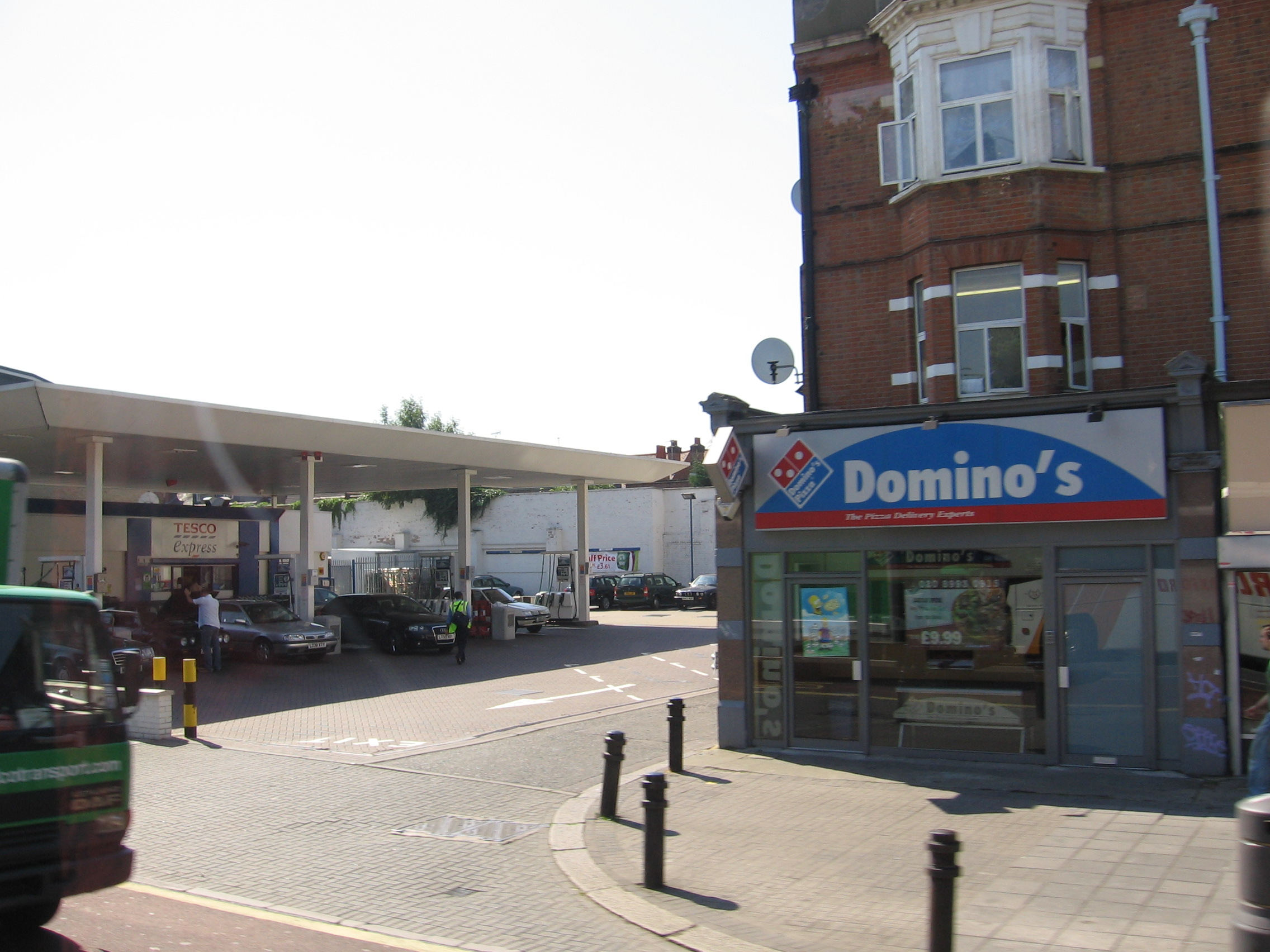
Domino's Pizza в північному Лондоні.

1960 року Том Монаган і його брат Джеймс придбали маленьку піцерію «Dominick's Pizza» в місті Іпсіланті (США). Брати виплатили заставу в розмірі 75 доларів і взяли 500 доларів позики для виплати подальших витрат. Вісім місяців по тому Джеймс припиняє партнерство і продає свою половину бізнесу Тому за використання «Фольксвагена Жук». Такий самий автомобіль зараз стоїть на головному вході «Domino's World Resource Center» в Енн-Арбор.
1965 року, залишившись одноосібним власником, Том перейменував піцерію з «Dominick's Pizza» в «Domino's Pizza».
1968 року вогонь знищив штаб-квартиру компанії. Відкрилась перша піцерія поза штатом Мічиган — в Бурлангтоні, штат Вермонт.
1997 року «Domino's Pizza» з'являється 1500-а піцерія поза межами США, відкриваючи 7 піцерій в один день на 5-ти континентах.
У 1998 Монаган продав свій бізнес майже за 1 мільярд доларів, зберігши при цьому 27 % акцій компанії.
У 2008 році, після перерви з 1993-го, компанія знову почала рекламувати в США час доставки 30 хвилин, проте в рекламі дрібним шрифтом обмовлялося, що цей час — приблизний. Попри це, в Бразилії, Чилі, Індії, Індонезії, Лівані Мексиці та Туреччини Domino's Pizza гарантувала доставку за 30 хвилин або «безкоштовно» в разі запізнення.
2010 — «Domino's Pizza» відзначила своє 50-річчя, 8 жовтня 2010 року відкрилась перша піцерія в Києві (Україна).
«Domino's Pizza» досі гарантує доставку замовлення за 30 хвилин.

## В Україні

Мапа країн де є «Domino's Pizza»

Перша «Domino's Pizza» відкрилася в Україні 8 жовтня 2010 року в історичному центрі Києва, на Подолі.
Станом на 2023 рік мережа має 60 піцерій в Україні та представлена в таких містах, як Київ, Одеса, Львів, Бровари, Ірпінь, Вишневе та Вінниця.
В українському меню «Domino's Pizza» представлено понад 20 різновидів піци. Також споживачам пропонують салати, закуски, десерти та напої. «Domino's Pizza» Україна гарантує доставлення замовлення за 30 хвилин.
Під час карантинних обмежень у 2020 році мережа піцерій працює у режимі доставки та «на виніс».

## Факти з історії компанії
1989 року в місті Атланта стався інцидент через слоган кампанії. У Domino's Pizza був талісман «Нойд», котрий завжди намагався зіпсувати піцу, а також був слоган «Avoid the Noid» (англ. Уникайте Нойда), але душевнохворий Кеннет Ламар Нойд думав, що Domino's Pizza закликає всіх уникати його. Кеннет Ламар Нойд за допомогою пістолета захопив піцерію і взяв у заручники кількох співробітників. Як викуп Нойд вимагав приготувати піцу, дати йому 100 тисяч доларів і книгу «The Widow's Son». Робітники піцерії, приготувавши піцу, втекли, а сам Нойд здався поліції.
У 1992 році компанією була виплачена компенсація в розмірі 2,8 мільйона доларів родині жінки зі штату Індіана, яка була вбита водієм доставки піци.
У 1993 проти компанії було розпочато повторний судовий процес жінкою, яку було травмовано водієм доставки піци, який рухався на червоне світло. Вона відсудила майже 80 мільйонів доларів.